# Andreafsky River
Der Andreafsky River ist ein rechter Nebenfluss des Yukon River im Yukon-Kuskokwim-Delta im Westen des US-Bundesstaats Alaska.

## Verlauf
Sein Quellgebiet liegt südöstlich von St. Michael in den Nulato Hills. Er fließt südsüdwestwärts und mündet bei Pitkas Point westlich von St. Mary’s in den Yukon River.

## Name
Der Name „Andreafsky“ für den Fluss wurde erstmals 1898 vom U.S. Coast and Geodetic Survey erwähnt und geht vermutlich auf eine am Fluss gelegene Siedlung der Ureinwohner Alaskas zurück. Die russische Bezeichnung war Nuggyklik.

## Naturschutz
Mit dem gesamten Oberlauf des Andreafsky sowie der East Fork innerhalb des Yukon Delta National Wildlife Refuges wurde 1980 insgesamt 426 Flusskilometer durch den Alaska National Interest Lands Conservation Act als National Wild and Scenic River ausgewiesen. 319 Kilometer davon liegen innerhalb eines Wilderness Areas, der strengsten Klasse von Naturschutzgebieten in den Vereinigten Staaten.